# Weltmeisterschaften im Modernen Fünfkampf 1997
1997 fanden die Weltmeisterschaften im Modernen Fünfkampf bei den Herren in Sofia, Bulgarien, und bei den Damen in Moskau, Russland, statt.

## Herren

### Einzel
| Platz | Land       | Sportler               |
| ----- | ---------- | ---------------------- |
| 1     | Frankreich | Sébastien Deleigne     |
| 2     | Russland   | Dmitri Swatkowski      |
| 3     | Litauen    | Andrejus Zadneprovskis |

### Mannschaft
| Platz | Land     | Sportler                                        |
| ----- | -------- | ----------------------------------------------- |
| 1     | Ungarn   | Péter Sárfalvi Ákos Kállai Ádám Madaras         |
| 2     | Belarus  | Pawal Douhal Sergej Korschun Andrej Smirnow     |
| 3     | Russland | Eduard Senowka Grigori Bremel Dmitri Swatkowski |

### Staffel
| Platz | Land               | Sportler                                              |
| ----- | ------------------ | ----------------------------------------------------- |
| 1     | Vereinigte Staaten | Scott Christie Richard Connors Wachtang Iagoraschwili |
| 2     | Mexiko             | Roberto Acosta Horacio de la Vega Sergio Salazar      |
| 3     | Polen              | Igor Warabida Dariusz Mejsner Andrzej Stefanek        |

## Damen

### Einzel
| Platz | Land       | Sportlerin          |
| ----- | ---------- | ------------------- |
| 1     | Russland   | Jelisaweta Suworowa |
| 2     | Italien    | Fabiana Fares       |
| 3     | Tschechien | Lucie Grolichová    |

### Mannschaft
| Platz | Land       | Sportlerinnen                                          |
| ----- | ---------- | ------------------------------------------------------ |
| 1     | Italien    | Fabiana Fares Emanuella Gabella Federica Foghetti      |
| 2     | Russland   | Jelisaweta Suworowa Tatjana Muratowa Olga Muchortowa   |
| 3     | Tschechien | Lucie Grolichová Alexandra Kalinovská Olga Voženílková |

### Staffel
| Platz | Land                   | Sportlerinnen                                         |
| ----- | ---------------------- | ----------------------------------------------------- |
| 1     | Italien                | Federica Foghetti Emanuella Gabella Antionetta Giongo |
| 2     | Polen                  | Edyta Małoszyc Anna Sulima Paulina Boenisz            |
| 3     | Vereinigtes Königreich | Kate Allenby Julia Allen Kate Houston                 |

## Medaillenspiegel
| Platz | Land                   | Goldmedaille | Silbermedaille | Bronzemedaille |
| 1     | Italien                | 2            | 1              | –              |
| 2     | Russland               | 1            | 2              | 1              |
| 3     | Ungarn                 | 1            | –              | –              |
| 3     | Vereinigte Staaten     | 1            | –              | –              |
| 3     | Frankreich             | 1            | –              | –              |
| 6     | Polen                  | –            | 1              | 1              |
| 7     | Belarus                | –            | 1              | –              |
| 7     | Mexiko                 | –            | 1              | –              |
| 9     | Tschechien             | –            | –              | 2              |
| 10    | Litauen                | –            | –              | 1              |
| 10    | Vereinigtes Königreich | –            | –              | 1              |